# Timok
De Timok (Servisch en Bulgaars: Тимок) is een rechterzijrivier van de Donau. De rivier ontstaat bij Zaječar uit twee bronrivieren, de Witte Timok (Beli Timok, van rechts) en de Zwarte Timok (Crni Timok van links), die beide hun oorsprong(en) hebben in het westelijke Balkangebergte. De lengte van de Timok bedraagt 88 km resp. 203 km (als de langste bronrivier wordt meegerekend). De laatste 15 km voor zijn monding vormt de Timok de grens tussen Servië en Bulgarije. De waterkwaliteit van de Timok heeft sterk te lijden onder de koperwinning bij de stad Bor, die in het stroomgebied van de Timok ligt.

## Witte Timok
De Witte Timok meet 51 km en loopt, evenals de benedenloop van de Timok, in noordelijke richting, parallel met de Servisch-Bulgaarse grens. Ze wordt op haar beurt bij Knjaževac gevormd door de Trgoviški Timok en de Svrljiški Timok. De Trgoviški Timok is de oostelijkste van beide. Haar bron bevindt zich aan de voet van de Midžor, een 2169 m hoge berg in het Balkangebergte. De andere leverancier van de Witte Timok, de Svrljiški Timok, is genoemd naar de plaats Svrljig. De bron van deze langste bronrivier van de Timok bevindt zich ten zuidoosten van Svrljig.

## Zwarte Timok
De Zwarte Timok verloopt in west-oostrichting en meet 84 km. De kopermijnen van Bor liggen in het stroomgebied van deze rivier.